# No Night So Long
| Оценки критиков               | Оценки критиков |
| Источник                      | Оценка          |
| ----------------------------- | --------------- |
| AllMusic                      | [ 1 ]           |
| Encyclopedia of Popular Music | [ 2 ]           |
| The Rolling Stone Album Guide | [ 3 ]           |

No Night So Long — двадцать первый студийный альбом американской певицы Дайон Уорвик, выпущенный в 1980 году на лейбле Arista Records. Продюсером записи стал Стив Бакинхем.
Заглавный трек альбома, «No Night So Long» был написан Ричардом Керром и Уиллом Дженнингсом, той же командой, которая написала хит Уорвик 1979 года «I’ll Never Love This Way Again». Песня достигла первого места в чарте Adult Contemporary. Альбом занял 23 место в чарте Billboard Top LPs и 22 место в чарте Top Black Albums.

## Список композиций
| №  | Название                          | Автор(ы)                                 | Длительность |
| -- | --------------------------------- | ---------------------------------------- | ------------ |
| 1. | «Easy Love»                       | Стив Дорфф, Ларри Хербстритт, Ренди Кейт | 3:15         |
| 2. | «No Night So Long»                | Ричард Керр, Уилл Джненингс              | 3:26         |
| 3. | «It’s the Falling in Love»        | Кэрол Байер-Сейджер, Дэвид Фостер        | 3:23         |
| 4. | «When the World Runs Out of Love» | Крис Кристиан, Робби Паттон              | 3:44         |
| 5. | «We Never Said Goodbye»           | Айзек Хейз, Адриенн Андерсон             | 3:41         |

| №   | Название                | Автор(ы)                      | Длительность |
| --- | ----------------------- | ----------------------------- | ------------ |
| 6.  | «How You Once Loved Me» | Элли Уиллс, Брюс Робертс      | 3:33         |
| 7.  | «Reaching for the Sky»  | Пибо Брайсон                  | 4:28         |
| 8.  | «Sweetie Pie»           | Эрик Меркури, Уиллиам Смит    | 2:30         |
| 9.  | «Somebody’s Angel»      | Дэвид Лесли, Питер Аллен      | 3:44         |
| 10. | «We Had This Time»      | Мелисса Манчестер, Ларри Вайс | 3:44         |

## Чарты
| Чарт (1980)                            | Высшая позиция |
| -------------------------------------- | -------------- |
| Австралия (Kent Music Report)          | 98             |
| Канада (RPM Top Albums/CDs)            | 73             |
| США (Billboard 200)                    | 23             |
| США (Billboard Top R&B/Hip-Hop Albums) | 22             |